# پیتر استراک
پیتر استراک (به انگلیسی: Peter Strzok)

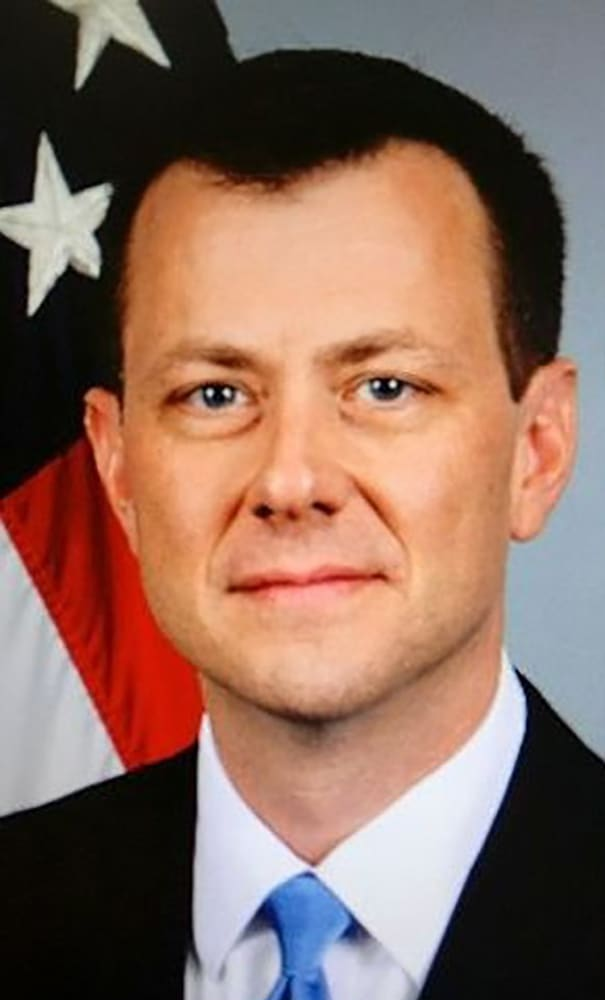
نگارهٔ رسمی پیتر استراک، مامور سابق اف بی آی

 مامور سابق اداره تحقیقات فدرال آمریکا (اف بی آی) است. استراک رییس بخش ضدجاسوسی بود و تحقیقات اف بی آی در خصوص استفاده هیلاری کلینتون از سرور ایمیل شخصی را هدایت می کرد. او همچنین تحقیقات اف بی آی در خصوص مداخله روسیه در انتخابات ۲۰۱۶ آمریکا را هدایت می کرد. 
پدر استراک سرهنگ دوم  سپاه مهندسان آمریکا بود. او در ۲۱ سال فعالیت نظامی دو بار به ویتنام، دو بار به عربستان سعودی و سه بار به ایران اعزام شد. پیتر استراک تحصیلات ابتدایی خود را پیش از انقلاب ۱۳۵۷ در یک مدرسه آمریکایی در تهران انجام داد.